# Suluk (Syrien)
Suluk, auch Saluq (arabisch سلوك), ist eine Stadt und Nahiya im syrischen Distrikt Tall Abyad, nahe der Grenze zur Türkei.

## Geschichte
Der Ort wird urkundlich erstmals im frühen 13. Jahrhundert erwähnt.
Im syrischen Bürgerkrieg wurde die Stadt von verschiedenen Gruppen eingenommen. Nach der Vertreibung des IS stand Suluk von Juni 2015 – Oktober 2019 unter Kontrolle der YPG.
Im Oktober 2019 geriet die Stadt im Zuge der Türkischen Militäroffensive in Nordsyrien 2019 unter Kontrolle von türkischen und FSA-Truppen.
2024 hatte die Stadt selber 7825 Einwohner, das gesamte Nahiya 44.131 (Stand 2004).